# María Angélica Catán
María Angélica Catán (Buenos Aires, 15 de agosto de 1895 - Ibídem, 12 de marzo de 1962) fue una química argentina graduada por la Facultad de Ciencias Exactas, Físicas y Naturales de la Universidad de Buenos Aires. El 22 de diciembre de 1920, se casó con el Dr. Bernardo Houssay y tuvieron 3 hijos: Alberto Bernardo, Héctor Emilio José y Raúl Horacio.

## Biografía
Natural de Buenos Aires, era hija de Servando Catán y Carlota Brizzolaro.
Luego de recibirse de química en 1917, se incorporó al Instituto Bacteriológico Nacional (actualmente, Instituto Malbrán) donde se dedicó a estudiar las toxinas de los venenos de víboras, investigación que fue la base de su tesis. En ese lugar conoció y compartió espacio de trabajo con Bernardo Houssay. El 22 de diciembre de 1920 contrajo matrimonio con el Dr. Houssay. A partir de allí, se convirtió en una gran colaboradora del ganador del Premio Nobel de Medicina.
La mayor parte de su vida vivió en una casa ubicada en Viamonte 2790 en la Ciudad Autónoma de Buenos Aires junto a Houssay y a sus tres hijos: Raúl Houssay, Alberto Houssay, Héctor Houssay (los tres se dedicaron al campo de la medicina también). Ese espacio se transformó en la Casa Museo Bernardo Houssay, coordinado por la Fundación para la Educación, la Ciencia y la Cultura.

## Trayectoria
El 9 de junio de 1920, Catán presentó su tesis doctoral sobre la Absorción de venenos de serpientes por el carbón bajo la dirección del Dr. Alfredo Sordelli, Jefe del Departamento de Química Biológica del Instituto Bacteriológico Nacional.
María Angélica nunca quiso ser identificada públicamente y prefirió el anonimato como la “compañera silenciosa” de los logros de Houssay, aunque fue muy destacado su rol histórico siendo parte de las primeras camadas de químicas de la Argentina. La Dra. Christiane Dosne de Pasqualini recuerda: “Angélica era una mujer preparada, era química. Ella me explicó que ayudaba mucho a su marido en la casa, en su escritorio, donde completaba las fichas de los trabajos científicos y luego las clasificaba. (…) Ambos me trataron siempre como si yo fuera una hija más junto a sus tres varones”.